# Horten Ho 229
 (février 2020).
Si vous disposez d'ouvrages ou d'articles de référence ou si vous connaissez des sites web de qualité traitant du thème abordé ici, merci de compléter l'article en donnant les références utiles à sa vérifiabilité et en les liant à la section « Notes et références ».
L'Horten Ho-IX (appelé aussi Gotha Go 229, Ho 229 ou Ho 2-29) était un prototype d'aile volante de la fin de la Seconde Guerre mondiale, conçu par Reimar et Walter Horten et construit par la Gothaer Waggonfabrik. C'était un projet apprécié du Reichsmarschall Hermann Göring, car il était un des seuls avions approchant sa doctrine de performances « 3 × 1 000 », c'est-à-dire être capable de transporter 1 000 kg de bombes sur 1 000 km à 1 000 km/h.

## Conception et développement
Au début des années 1930, les frères Horten étaient très intéressés par le concept d'aile volante afin d'améliorer les performances de leurs planeurs. Le gouvernement allemand fonda un club de constructeurs de planeurs, pour contourner l'interdiction de production d'appareils militaires du Traité de Versailles. Ce concept d'aile volante permet de supprimer les surfaces de contrôle verticales (empennage et dérive) et, du moins en théorie, de réduire considérablement le phénomène de traînée. La configuration en aile unique permet des performances similaires à ceux d'une conception classique, tout en ayant des ailes plus courtes, plus robustes et en réduisant la force de frottement.
En 1943, le Reichsmarschall Göring publia un appel d'offres pour un bombardier pouvant être capable de transporter 1 000 kg de bombes sur 1 000 km à la vitesse de 1 000 km/h, autrement appelé projet « 3 × 1 000 ». Les bombardiers conventionnels allemands pouvaient aisément bombarder les centres névralgiques au Royaume-Uni, mais se faisaient tailler en pièces par la chasse alliée. Il n'y avait à cette époque aucun moyen d'atteindre ces objectifs ; le nouveau turboréacteur Jumo 004B permettait d'atteindre une vitesse proche de 1 000 km/h mais était relativement gourmand en carburant et surtout très peu fiable (25 h de fonctionnement maximum).
Les frères Horten estimèrent que la conception en aile unique, qui permettait de réduire les phénomènes de frottement et de traînée, était la solution pour répondre aux exigences du cahier des charges. Ils proposèrent donc leur projet privé (et jalousement gardé) : Ho IX, comme base pour le bombardier. Le Reichsluftfahrtministerium (RLM) approuva la proposition mais demanda l'ajout de 2 canons de 30 mm, estimant que sa vitesse de pointe pouvait en faire un chasseur redoutable.
La conception du Ho 229 mélangeait une structure en tubes d'acier soudés pour la nacelle centrale et une structure en bois pour les ailes. Les ailes étaient faites à partir de deux fines couches de contreplaqué, encollées à l'aide d'un mélange charbon de bois/sciure, le tout recouvert d'un enduit spécial pour rendre la structure la plus lisse possible. Cette méthode de construction est soumise à spéculation, car le choix d'une telle structure aurait été motivée par une ou plusieurs raisons : la protection contre les tirs ennemis ou à cause de la pénurie de matériaux stratégiques vers la fin du conflit. La furtivité radar est l'une des caractéristiques souvent attribuées à l'appareil, mais ce n'est qu'un fausse légende crée après la guerre et réfutée en laboratoire.
Côté pratique, le Ho 229 disposait d'ailerons et de spoiler pour le contrôle de l'appareil, d'un train d'atterrissage rétractable tricycle, d'un frein parachute et d'un des tout-premiers sièges éjectables.

## Tests et évaluations
Le prototype v1 du Ho IX, un planeur sans propulsion, vola pour la première fois le 1er mars 1944 à Göttingen. Il fut suivi en décembre par le Ho IX v2, propulsé par des moteurs Jumo 004 (des moteurs BMW 003 étaient prévus mais non opérationnels à cette date). Cette version motorisée prit du retard parce que les moteurs livrés avaient 20 centimètres de diamètre de plus que prévu. Les réacteurs devant être intégrés dans la masse de l'aile, cette anomalie nécessita de revoir l'aile entière.
Göring croyait fortement au concept et ordonna une commande de 40 unités de série à la Gotha, avec comme désignation officielle Ho 229. Le programme faillit être arrêté quand l'unique Ho IX v2 s'écrasa à cause d'un moteur en feu, après 2 heures de vol. La partie construction passa alors entre les mains de la société Gotha, les frères Horten continuant leurs études sur le projet. En fait, l'ordre avait déjà été donné sur une commande de quelques prototypes et 20 unités de présérie. Le 12 mars 1945, le Ho 229 devenu Go 229 était inclus au sein du Jäger-Notprogramm (« Programme d'urgence - chasseurs »), dont le but était de produire des chasseurs de défense et d'accélérer le développement des avions à réaction.
Durant les derniers mois de la guerre, l'armée américaine initia l'opération Paperclip, visant à récupérer les programmes d'armement avancés allemands avant les troupes russes. Ainsi un planeur Horten et le Ho 229 v3, en phase finale d'assemblage, furent récupérés et envoyés à la Northrop Corporation aux États-Unis pour évaluation. Northrop fut choisi en raison de ses travaux sur le concept d'aile volante (Northrop N-1M de 1939), directement inspirés par les planeurs d'avant guerre des frères Horten.
Un prototype monoplace N9M-B de Northrop et un planeur Horten Ho IV sont visibles en Caroline du Sud au Planes of Fame museum. Une épave du Ho 229 se trouve au Paul E. Garber Facility du National Air and Space Museum dans le Maryland. La plupart des appareils trouvés par les troupes américaines furent détruits sur place pour éviter qu'ils ne tombent aux mains des Soviétiques. Le Go 229 v3 fut capturé par le VIII Corps de la Troisième armée du général George Patton.

## Variantes
- Prototypes Horten : 

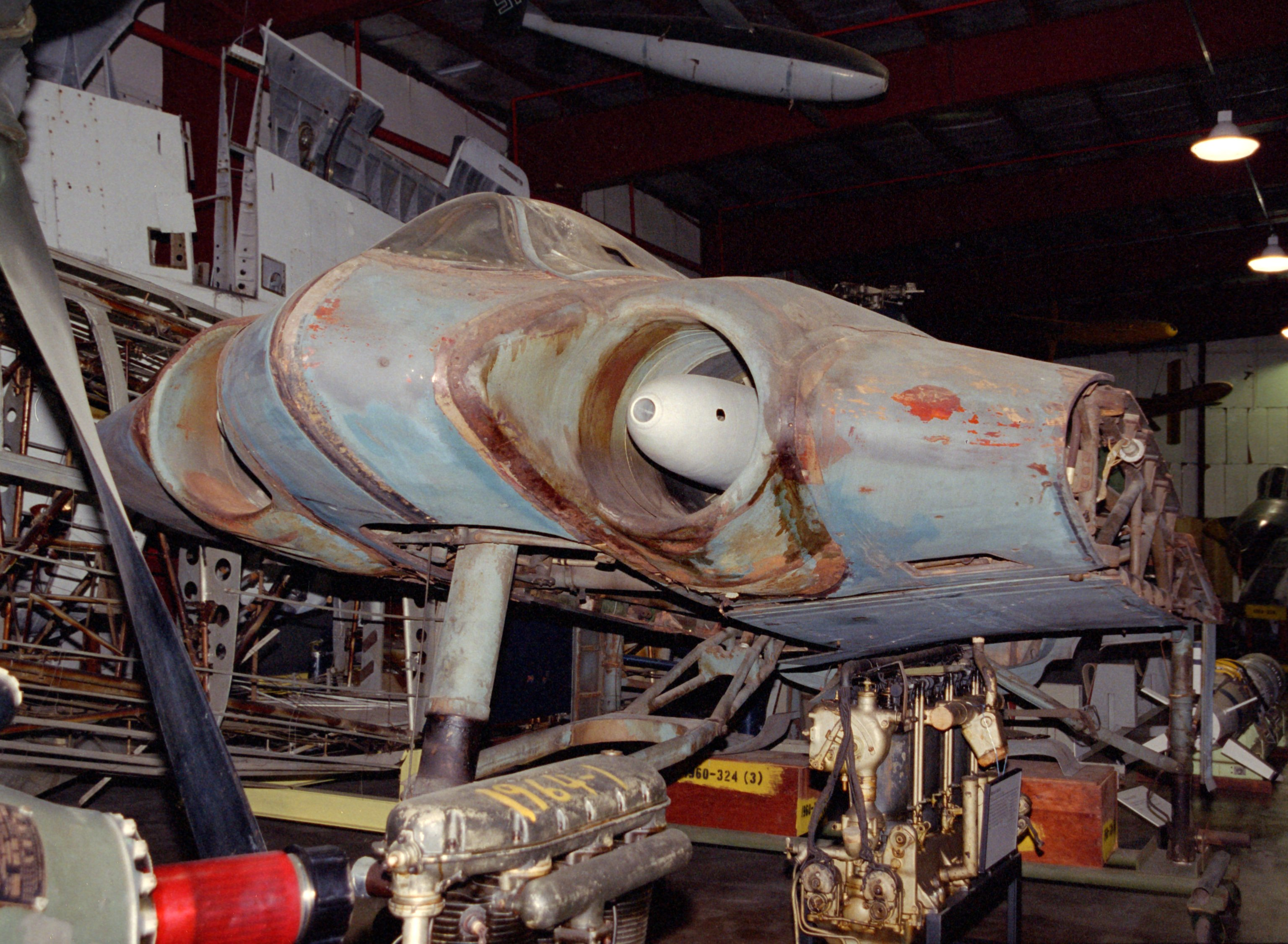
Pièces du Horten Ho 229 v3 au Smithsonian's Garber restoration facility (National Air and Space Museum).

  - Ho IX v1 : planeur, 1 exemplaire en état de vol construit ;
  - Ho IX v2 : prototype motorisé, 1 exemplaire en état de vol construit, détruit lors des essais.

- Développements Gotha :
  - Ho 229 v3 : entrées d'air modifiées, modification position des moteurs, 1 exemplaire capturé ;
  - Ho 229 v4 : seulement quelques différences avec la v3, capturé en cours d'assemblage final à l'usine de Friedrichroda ;
  - Ho 229 v5 : seulement quelques différences avec la v3, capturé en cours d'assemblage final à l'usine de Friedrichroda ;
  - Ho 229 v6 : version définitive du modèle de pré-série d'un chasseur monoplace avec différents canons, l'un capturé en production à Ilmenau par les troupes américaines.

- Développements Horten :
  - Ho IXb (désigné comme v6 et v7 par les frères Horten) : projet d'avion d'entrainement biplace ou de chasseur de nuit, jamais construit ;
  - Ho 229A-0 : modèle de série basé sur le Ho 229 v6, jamais construit.

## Postérité
L'affirmation suivant laquelle le Northrop B-2 Spirit viendrait des recherches sur le Horten Ho 229 n'est qu'une légende. La furtivité radar de l'appareil allemand n'a jamais été un but lors de sa conception, elle s'explique juste par sa forme d'aile volante, ainsi que par sa construction en bois pour des raisons d'économies du précieux aluminium (tout comme le De Havilland Mosquito par ex.).

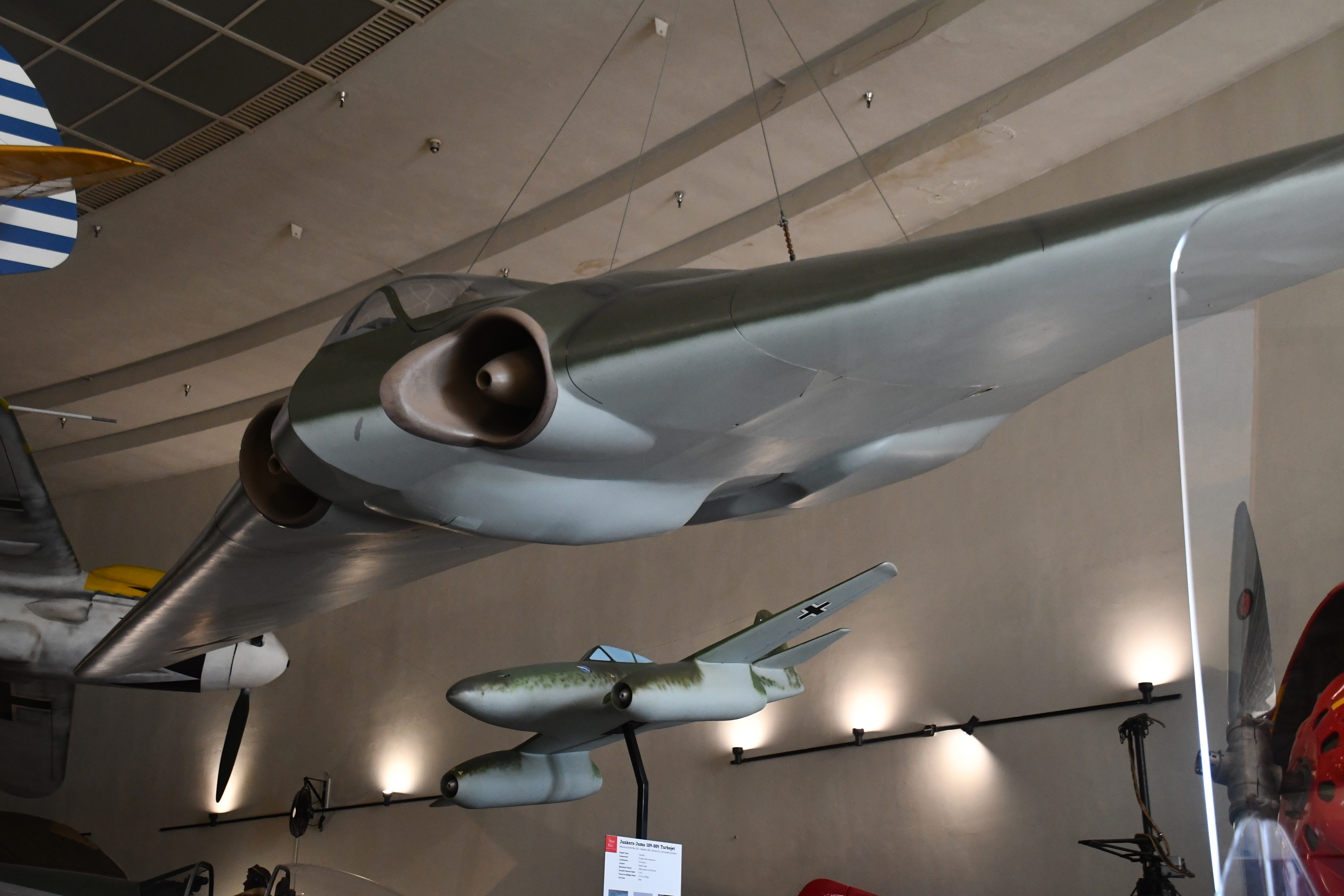
Maquette à l'échelle 1 exposée à l'Air and Space Museum de San Diego.

En 2009, un groupe de spécialistes de Northrop Grumman a construit une réplique de l'avion à partir des plans originaux, dans le but de déterminer si l'avion était vraiment furtif au radar, et donc si son utilisation plus précoce pendant la guerre aurait pu changer le cours des événements. En réalité il n'a jamais été utilisé de façon opérationnelle. Cette maquette est exposée à l'Air and Space Museum de San Diego.

## Dans la culture populaire
- Bande dessinée : 
  - en 2014, l'appareil apparaît au début du vingt-troisième tome des Aventures de Blake et Mortimer, le Bâton de Plutarque. Un prototype de l'appareil est chargé de détruire le Parlement britannique mais doit affronter la Royal Air Force dont le capitaine Francis Blake.
  - Des Ho 229 apparaissent dans le tome 3 de la série Jack Blues: Airblues, où ils sont utilisés par les vestiges de la Waffen-SS, commandés par Otto Skorzeny.
  - On en aperçoit également dans Block 109 qui escortent le transport d'un officier nazi (Claus von Stauffenberg ?).
  - Dans Wunderwaffen, l'escorte personnelle du Führer est composée de Ho 229.
  - Dans Dent d'ours, un modèle géant est préparé par la Luftwaffe pour aller bombarder New York à la fin de la guerre, comme ultimes « représailles » avant la chute du Troisième Reich.
  - Dans Le repaire de l'aigle, huitième album de la série Les aventures de Buck Danny Classic, par André Le Bras, Frédéric Marniquet et Frédéric Zumbiehl, le Horten Ho 229 apparaît à la planche 13. Équipé d'un dispositif antigravitationnel, il devait permettre à Martin Bormann, Otto Skorzeny et leurs sbires de lancer une attaque sur les sites nucléaires américains.

- Cinéma : Une aile volante inspirée du Ho 229 apparaît également dans le film Les Aventuriers de l’Arche perdue. Néanmoins, le film montre un bimoteur à hélices propulsives, alors que le vrai Ho 229 était un biréacteur.
- Jeu vidéo : 
  - Le Ho 229 apparaît dans le jeu vidéo War Thunder sous l'appellation Ho 229 V3. Il est déblocable au rang V de l'arbre technologique allemand.
  - Il est également l'objectif final de Medal of Honor : En première ligne.
  - Dans la série de jeux vidéo uchroniques Wolfenstein, le Ho 229 est l'unique chasseur utilisé par les forces nazies au combat.